# Xiaojing (sockenhuvudort i Kina, Guizhou Sheng, lat 28,43, long 108,58)
Xiaojing (kinesiska: 晓景, 晓景乡) är en sockenhuvudort i Kina. Den ligger i provinsen Guizhou, i den sydvästra delen av landet, omkring 280 kilometer nordost om provinshuvudstaden Guiyang. Antalet invånare är 10 269. Befolkningen består av 5 161 kvinnor och 5 108 män. Barn under 15 år utgör 30 %, vuxna 15-64 år 56 %, och äldre över 65 år 12,0 %.